# Гиппокамповая формация
Гиппокамповая формация (также гиппокампальная формация) — это составная структура в медиальной части височной доли мозга. В неё входит собственно гиппокамп, подразделяемый на три слоя (CA1, CA2 и CA3), а также несколько других структур, которые указываются по-разному в разных классификациях. Чаще всего в гиппокамповую формацию включают шесть областей: помимо собственно гиппокампа, это зубчатая извилина и субикулум, а также пресубикулум, парасубикулум и энторинальная кора (последние три совместно называются также парагиппокамповой областью). Гиппокамповая формация играет важную роль в регуляции функций памяти, навигации в пространстве и управления вниманием. Нейронная организация и пути в гиппокамповой формации у всех млекопитающих очень похожи.

## История исследований
В 19 веке и начале 20 века считалось, что гиппокамповая формация является частью обонятельной системы. В 1937 году Джеймс Папес предположил, что круг, включающий гиппокамповую формацию, служит нейрофизиологической основой эмоциональных реакций, а в экспериментах Гейнриха Клювера и Пола Бюси было установлено, что хирургическое удаление гиппокамповой формации и миндалевидного комплекса оказывает сильное воздействие на эмоциональные реакции, приводя к развитию характерного синдрома. Вследствие этих находок идея о том, что гиппокамповая формация целиком относится к обонянию, стала терять сторонников. Сейчас также устаревшим считается представление о непосредственном участии гиппокамповой формации в регуляции эмоций.
В 1947 году норвежский нейроанатом Альф Бродал указал, что, во-первых, у млекопитающих, у которых не развито обоняние, гиппокамповая формация полностью сохранена, а удаление гиппокамповой формации не влияет на способность собак выполнять задачи, связанные с обонянием, а во-вторых, никакие аксоны не проецируются из обонятельной луковицы в какую-либо часть гиппокамповой формации. Несмотря на то, что позднее были обнаружены прямые нейронные связи обонятельной луковицы с энторинальной корой, в настоящее время гиппокамповая формация не включается как составная часть в обонятельную систему.
Понимание функций гиппокамповой формации ведёт своё начало с исследований Владимира Михайловича Бехтерева, который описал в 1900 году двух пациентов с нарушениями памяти, у которых были выявлены повреждения гиппокампа и близлежащих корковых отделов.
В 1957 году была опубликована классическая работа с описанием пациента Г. М., у которого нейрохирург Уильям Сковилл удалил часть височной доли вместе с гиппокампом, в результате чего у него возникла тяжелая антероградная амнезия. Нейропсихолог Бренда Милнер проанализировала потерю функций памяти и установила роль гиппокампа в биологических основах памяти. Сейчас общепризнано, что гиппокамповая формация играет важную роль в функциях памяти и управления вниманием.
В 1971 году американский нейрофизиолог Джон О’Киф обнаружил нейроны места в гиппокампе крысы и, несмотря на скептицизм научного сообщества, продолжил работу в этом направлении. В 1978 году он опубликовал книгу The Hippocampus as a Cognitive Map, которая предложила нейрофизиологическое объяснение известного психологического феномена когнитивных карт. Впоследствии в гиппокамповой формации были обнаружены другие типы клеток: нейроны направления головы, нейроны решётки, нейроны границы и нейроны скорости, которые, по современным представлениям, составляют основу навигационной системы мозга, обеспечивающей пространственную ориентацию животного. Эти работы были отмечены Нобелевской премией по физиологии и медицине, присуждённой в 2014 году Джону О’Кифу и норвежским исследователям Мей-Бритт Мозер и Эдварду Мозеру.